# سولسونة
سولسونة هي بلدية وعاصمة في مقاطعة لاردة في قطلونية في إسبانيا. تقع في المنخفض الكاتالوني المركزي. يخدمها طريق C-55 المؤدي إلى مانريسا وترتبط بـ بيرغا وباسيلا بواسطة طريق C-26. حتى سنوات قليلة ماضية كانت سولسونة هي الممر الرئيسي الذي يستخدمه الناس للذهاب من برشلونة إلى أندورا.
تُعرف البلدة القديمة باسم Nucli antic ولا زالت تحافظ على جزء كبير من حصونها. بنيت فيها كاتدرائية سانتا ماريا دي سولسونة (القديسة مريم من سولسونة) والقصر الأسقفي على الطراز الكلاسيكي الجديد. يضم القصر الأسقفي متحف الأبرشية ومتحف كوماركال ومتحف الملح مع أدوات من الكريستال وأشياء مصنوعة من ملح مدينة كاردونا القريبة.
من أهم الأحداث في المدينة هو كرنفال (احتفال) يقام بداية الصوم الكبير. حيث يتجمع عشرات الآلاف من الأشخاص من جميع أنحاء كاتالونيا وخارجها للمشاركة في الاحتفال الذي يستمر لمدة أسبوع تقريبًا.
تعد مدينة سولسونة موطناً لأحد أقدم اتحادات الصيادين في كاتالونيا والتي احتفلت بعيدها الخامس والسبعين في عام 2015. تستضيف المدينة أيضًا مركز الأبحاث الكبير والوحيد في كتالونيا الواقع خارج منطقة حضرية وهو مركز علوم الغابات في كاتالونيا الذي يعمل فيه حوالي 100 شخص.